# قلعه شوکت
قلعه شوکت یک روستا در ایران است که در دهستان حومه (شاهرود) واقع شده‌است. قلعه شوکت ۳۳۲ نفر جمعیت دارد.